# ایست کووز
Town_Mayorایست کووزlatitudeایست کووزlongitudeایست کووز
ایست کووز (به انگلیسی: East Cowes) یک شهرک در بریتانیا است که در انگلستان واقع شده‌است.

## خصوصیات
ایست کووز ۶٬۱۶۶ نفر جمعیت دارد.